# Шубина, Эльвира Михайловна
Эльвира Михайловна Шубина (18 февраля 1939, Свердловск — 26 октября 1999, Пермь) — советская оперная певица (сопрано), педагог, народная артистка РСФСР.

## Биография
Эльвира Михайловна Шубина родилась 18 февраля 1939 года в Свердловске. Отец, Шубин Михаил Михайлович, был выходец из деревни Пушилиха Вятской губернии (сейчас Кировская область), мать, Шубина Мария Павловна, была родом из деревни Чигонок Саратовской области. Училась в средней школе № 19 Свердловска, занималась в школьном самодеятельном кружке.
В 1956—1962 годах училась в Уральской государственной консерватории им. М. П. Мусоргского (сначала на вечернем отделении в класс Г. А. Ноздровской, затем на дневном отделении) на вокальном факультете по специальности «пение» (класс О. И. Егоровой). Во время учёбы некоторое время работала на производстве.
В 1962—1964 годах выступала в Пермской филармонии. В 1965—1967 годах преподавала на кафедре сольного пения в Свердловском музыкально-педагогическом институте.
В 1967—1990 годах (с перерывом в 1975 году) была ведущей солисткой Пермского театра оперы и балета имени П. И. Чайковского. За время работы в театре исполнила около 40 оперных партий, в том числе все ведущие партии для сопрано в операх П. И. Чайковского — Иоанна, Иоланта, Лиза, Мария, Настасья, Наталья, Оксана, Татьяна («Орлеанская дева», «Иоланта», «Пиковая дама», «Мазепа», «Чародейка», «Опричник», «Черевички», «Евгений Онегин»). После ухода из театра, в 1990—1997 годах много концертировала, в том числе в Рахманиновском зале Московской консерватории имени П. И. Чайковского.
Избиралась депутатом Пермского городского и районного Советов депутатов. Была членом партбюро КПСС, председателем цехового профсоюзного комитета театра, членом художественного совета театра.
Умерла 26 октября 1999 года в Перми, похоронена на Широкореченском кладбище в Екатеринбурге.

## Награды и премии
- Заслуженная артистка РСФСР (22.02.1973).
- Народная артистка РСФСР (17.05.1979).
- Медаль «Ветеран труда» (1987).

## Партии в операх
- «Князь Игорь» А. П. Бородина — Ярославна
- «Орлеанская дева» П. Чайковского — Иоанна д’Арк
- «Иоланта» П. Чайковского — Иоланта
- «Пиковая дама» П. Чайковского — Лиза
- «Мазепа» П. Чайковского — Мария
- «Чародейка» П. Чайковского — Настасья
- «Опричник» П. Чайковского — Наталья
- «Черевички» П. Чайковского — Оксана
- «Евгений Онегин» П. Чайковского — Татьяна
- «Русалка» А. С. Даргомыжского — Наташа
- «Хованщина» М. Мусоргского — Марфа
- «Царская невеста» Н. Римского-Корсакова — Домна Сабурова
- «Снегурочка» Н. Римского-Корсакова — Купава
- «Аида», Дж. Верди — Аида
- «Бал-маскарад» Дж. Верди — Амелия
- «Дон Карлос» Дж. Верди — Елизавета Валуа
- «Трубадур» Дж. Верди — Леонора
- «То́ска» Дж. Пуччини — Тоска
- «Мадам Баттерфляй» Дж. Пуччини — Баттерфляй
- «Фауст» Ш. Гуно — Маргарита
- «Кармен» Ж. Бизе — Кармен
- «Лоэнгрин» Р. Вагнера — Ортруда
- «Чёрт и Кача» А. Дворжака — Княгиня
- «Семен Котко» С. С. Прокофьева — Любка, Софья
- «Семья Тараса» Д. Б. Кабалевского — Антонина
- «Сёстры» Д. Б. Кабалевского — Анюта
- «В бурю» Т. Н. Хренникова — Наталья
- «Праздник фонарей (Юкки)» А. Э. Спадавеккиа — Юкки
- «Катерина Измайлова» Д. Шостаковича — Катерина Измайлова
- «Виринея» С. Слонимского — Виринея
- «Война и мир» С. Прокофьева — Княжна Марья